# Margot Honecker

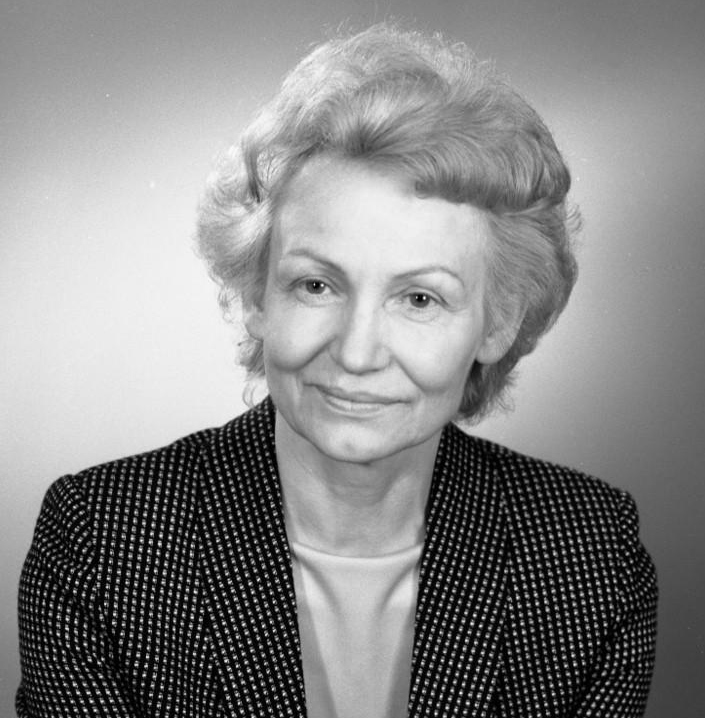
Margot Honecker (1986)

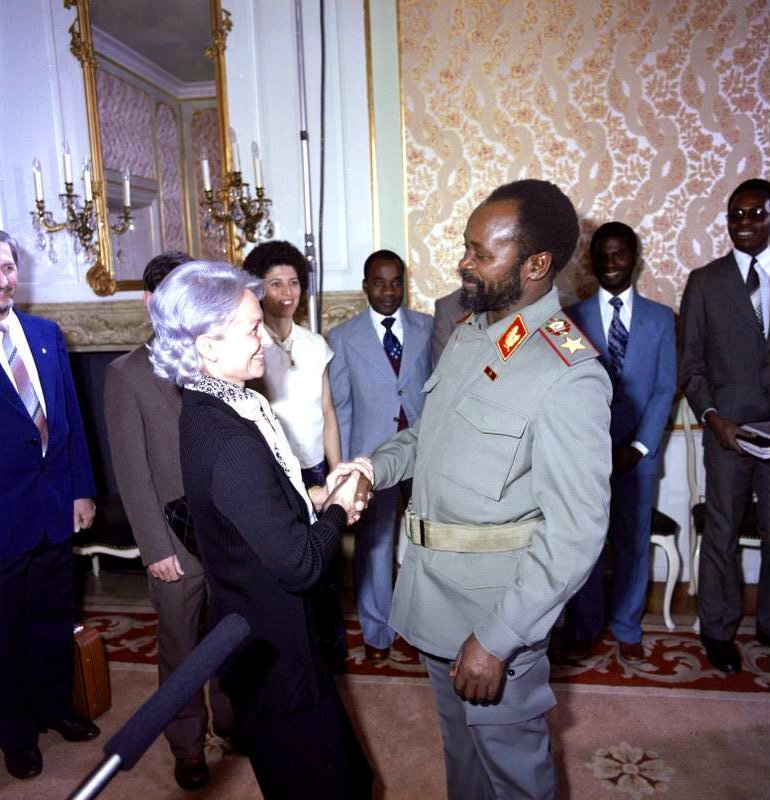
Margot Honecker begroet de Mozambikaanse president Samora Machel (1983)

Margot Honecker-Feist (Halle, Weimarrepubliek, 17 april 1927 – Santiago (Chili), 6 mei 2016) was een Oost-Duits communistisch politica. Zij was van 1963 tot 1989 minister van Volksonderwijs. Tevens was Honecker-Feist de echtgenote van DDR-staatshoofd Erich Honecker.

## Loopbaan
Margot Feist kwam uit een communistisch milieu. Haar ouders waren lid van de Kommunistische Partei Deutschlands (KPD) en waren ook na de machtsovername door de nazi's nog actief voor de KPD. Van 1938 tot 1945 was Margot Feist lid van de Bund Deutscher Mädel, de (verplichte) jeugdbeweging voor meisjes in nazi-Duitsland. In 1945 werd zij lid van de heropgerichte KPD en vanaf de gedwongen fusie met de sociaaldemocratische SPD in 1946 was zij lid van de Sozialistische Einheitspartei Deutschlands (SED), die de DDR tot 1989 regeerde. In dat jaar begon zij ook haar carrière binnen de communistische jeugdbeweging Freie Deutsche Jugend. In 1948 werd ze voorzitter van de Pioniersorganisatie Ernst Thälmann, de jeugdbeweging voor kinderen in de basisschoolleeftijd.
In 1949 werd ze afgevaardigde in de (Provisorische) Volkskammer en in 1950 (na de verkiezingen) lid van de Volkskammer, waar zij met 22 jaar destijds het jongste lid was.
Margot Feist had Erich Honecker in het begin van de jaren vijftig leren kennen tijdens haar politieke activiteiten in de stad Halle. Hij was toentertijd reeds getrouwd; ze kregen een relatie waaruit eind 1952 een dochter (Sonja) werd geboren. Op verzoek van partijleider Walter Ulbricht liet Erich Honecker zich van zijn vrouw Edith scheiden en trouwde in 1953 met Margot Feist.
Vanaf 1963 bekleedde Margot Honecker het ambt van minister van volksonderwijs tot 1989, het jaar waarop vanwege de val van de Berlijnse Muur praktisch gesproken de DDR aan zijn eind kwam. In februari 1965 voerde zij een onderwijshervorming door, de Gesetz über das einheitliche sozialistische Bildungssystem, waarmee het onderwijs op socialistische leest werd opgezet. In 1978 voerde zij, tegen de wil van de kerken in, de verplichte Vormilitärische Ausbildung, waarmee kinderen voorbereid werden op hun latere dienstplicht.
In december 1989 werd Erich Honecker uit de SED gezet. Diezelfde maand besloot de Volkskammer dat hij en zijn vrouw de ambtswoning in Wandlitz moesten verlaten. Begin 1990 stapte Margot Honecker ook uit de opvolger van de SED, de PDS. De Honeckers werden achtervolgd door de boulevardpers en kregen anonieme bedreigingen te verduren. Juist bij diegenen die ze tijdens hun DDR-periode zo hadden vervolgd vonden ze in die tijd onderdak - de Oost-Duitse kerk. Vervolgens verbleven ze nog een poosje in een militair hospitaal van de Sovjet-Unie in Beelitz vanwaar ze in maart 1991 naar Moskou vluchtten. Hier waren zij, na het uiteenvallen van de Sovjet-Unie ook niet meer welkom. Op 11 december 1991 vluchtten zij naar de Chileense ambassade in Moskou. Erich Honecker werd op 29 juli 1992 aan de Duitse autoriteiten uitgeleverd, maar Margot Honecker mocht vertrekken naar haar dochter in Chili. Haar man volgde in 1993 nadat een rechtszaak tegen hem vanwege diens optreden in de DDR niet door was gegaan omdat zijn gezondheidstoestand dat niet toeliet; hij overleed het jaar daarop.
Margot Honecker bleef tot haar dood in 2016 - ze werd 89 jaar - in de Chileense hoofdstad Santiago wonen.